# Guivry
Guivry település Franciaországban, Aisne megyében. Lakosainak száma 239 fő (2022. január 1.). Guivry Beaumont-en-Beine, Béthancourt-en-Vaux, Caillouël-Crépigny, Commenchon, Ugny-le-Gay, Beaugies-sous-Bois, Guiscard és Villeselve községekkel határos.

## Népesség
A település népességének változása:
| Lakosok száma | 250  | 235  | 229  | 251  | 260  | 251  | 243  | 238  | 238  | 239  |
|               | 1968 | 1982 | 1990 | 2006 | 2013 | 2015 | 2017 | 2019 | 2020 | 2022 |